# Pudding au chocolat
Le pudding au chocolat est un dessert de la famille des puddings aux saveurs de chocolat. Il en existe deux types principaux : un dessert bouilli puis refroidi, dont la texture est celle d'une crème anglaise à base d'amidon, couramment consommé aux États-Unis, au Canada, en Allemagne, en Suède, en Pologne et en Asie de l'Est et du Sud-Est ; et une version cuite à la vapeur ou au four, dont la texture est similaire à celle d'un gâteau, populaire au Royaume-Uni, en Irlande, en Australie, en Allemagne et en Nouvelle-Zélande.

## Par régions

### Amérique du Nord et Asie
La version nord-américaine, canadienne et asiatique est l'une des variétés les plus courantes de pudding sucré ou dessert servies dans ces pays. Il est généralement consommé en guise de collation ou de dessert. Il est également utilisé comme garniture pour la tarte au chocolat (pudding) ou la tarte au fond noir.
Historiquement, il s'agit d'une variation de la crème anglaise au chocolat, l'amidon étant utilisé comme épaississant plutôt que les œufs. Les premières versions du plat utilisant à la fois des œufs et de la farine se trouvent dans l'édition de 1918 du Boston Cooking School Cook Book de Fannie Farmer, et dans l'édition de 1903 du Kentucky Receipt Book de Mary Harris Frazer.
À la fin du 19e et au début du 20e siècle, le pudding au chocolat était considéré comme un aliment approprié pour les invalides ou les enfants, ainsi que comme un dessert. Il n'était pas considéré comme un aliment santé au sens moderne du terme, mais comme un aliment sain et riche en calories pour les personnes ayant peu d'appétit. General Foods (Jell-O) a introduit le mélange de pudding au chocolat en 1934 sous le nom de Walter Baker's Dessert. Il a été rebaptisé Pickle's Pudding en 1936,.
Les puddings au chocolat modernes sont généralement préparés avec du lait et du sucre, aromatisés au chocolat et à la vanille et épaissis avec un amidon comme la farine ou la fécule de maïs. Parfois, on utilise encore des œufs pour préparer le pudding au chocolat. Il est généralement cuit sur la cuisinière, mais il existe d'autres méthodes, notamment la cuisson au micro-ondes, à la vapeur, au four (parfois au bain-marie) ou au congélateur (en utilisant la gélatine comme épaississant). On prépare parfois du pudding au chocolat blanc. Le pouding au chocolat est généralement acheté prêt à l'emploi dans les magasins ; les marques les plus populaires sont Jell-O Pudding de la Kraft Foods Corporation et Snack Pack de Hunt's.
De nombreuses personnes font leurs propres puddings au chocolat à la maison, mais des versions en boîte ou réfrigérées produites commercialement sont couramment disponibles dans les supermarchés. 

### Australie et Îles britanniques
En Grande-Bretagne, en Irlande, en Australie et en Nouvelle-Zélande, le pudding au chocolat a une préparation similaire aux versions Daily Do des États-Unis du début du XXe siècle. C'est un dessert cuit à la vapeur qui se compose de farine, de levure chimique, de sucre, d'œufs entiers, d'arôme de vanille et de poudre de cacao ou de chocolat mélangés pour faire une pâte et cuits à la vapeur ou au four comme le pudding de Noël. La texture est semblable à celle du gâteau au chocolat, mais elle est plus dense, car elle est cuite à la vapeur ou au four avec de l'eau bouillante versée sur la pâte à pudding.